# Доставка генов
Доставка генов (англ. gene delivery) — процесс доставки целевых генов в ядро клетки-мишени.

## Этапы
Процесс состоит из следующих этапов:
1. упаковка генов в вектор;
2. доставка векторов к клеткам-мишеням;
3. введение генов в клетки;
4. введение генов в клеточное ядро.

## Описание
Простейшим вектором для гена является плазмида — кольцевая ДНК из нескольких тысяч пар нуклеотидов, созданная методами генной инженерии. Плазмида содержит целевой ген и его промотор, а также различные регуляторные и сигнальные последовательности, необходимые для синтеза больших количеств полноценной мРНК и целевого белка. Помимо этих компонентов плазмида содержит сервисные последовательности и гены, благодаря которым её можно размножать в клетках бактерий. В генной терапии плазмидную ДНК часто называют «голой ДНК» (naked DNA), имея в виду, что ген не помещен в защитный наноконтейнер. Эффективность переноса генов посредством «голой ДНК» невысока, однако при этом в организм не вносятся наноконтейнеры, биологические эффекты которых не всегда предсказуемы.
Для повышения эффективности доставки генов в клетки предложено использовать вирусные векторы (аденовирусные, лентивирусные и др.), и невирусные векторы (липосомы, дендримеры, ДНК-липидные комплексы и др.). Адресная доставка определяется наличием на поверхности векторов специальных молекул, узнаваемых рецепторами на клетках-мишенях. Такими молекулами могут быть белки вирусного капсида, узнаваемые рецепторами клеточной мембраны, антитела к поверхностным клеточным антигенам, встроенные в мембрану липосом, молекулы фолиевой кислоты, которые усиленно захватываются опухолевыми клетками. ДНК терапевтических генов может непосредственно входить в цитоплазму клетки, например, при слиянии липосомы с цитоплазматической мембраной. По другому сценарию клеточная мембрана в месте прикрепления вектора втягивается (инвагинируется) и отшнуровывается в цитоплазму, образуя мембранный пузырек (эндосому). Эндосомы затем сливаются с другими везикулами, однако с помощью некоторых физико-химических приемов удается высвободить вносимые гены непосредственно в цитоплазму. В ядро эти гены попадают при делении клеток, когда исчезает и вновь формируется ядерная мембрана, и часть внесенной ДНК оказывается в ядре. У лентивирусных векторов имеется специальный белок, помогающий импортировать РНК-геном вируса и встроенный в него терапевтический ген в ядро через ядерные поры. Благодаря этому свойству, лентивирусные векторы способны вносить гены в ядра неделящихся или редкоделящихся клеток, таких, как нейроны, клетки сердечной мышцы, стволовые клетки. Попадание гена в ядро необходимо для того, чтобы он встроился в геном клетки и начал функционировать, как его часть. В случае лентивирусного РНК-генома он вначале превращается в ДНК-геном с помощью вирусных и ядерных ферментов. Гены, которые не встраиваются в геном, все равно должны попасть в ядро, потому что там находятся ферментные системы синтеза и процессирования мРНК, с которой затем в цитоплазме будет синтезироваться требуемый белок.